# Microstenus philippinus
Microstenus philippinus är en stekelart som beskrevs av Gupta 1983. Microstenus philippinus ingår i släktet Microstenus och familjen brokparasitsteklar. Inga underarter finns listade i Catalogue of Life.